# Remonstrantse kerk (Alkmaar)

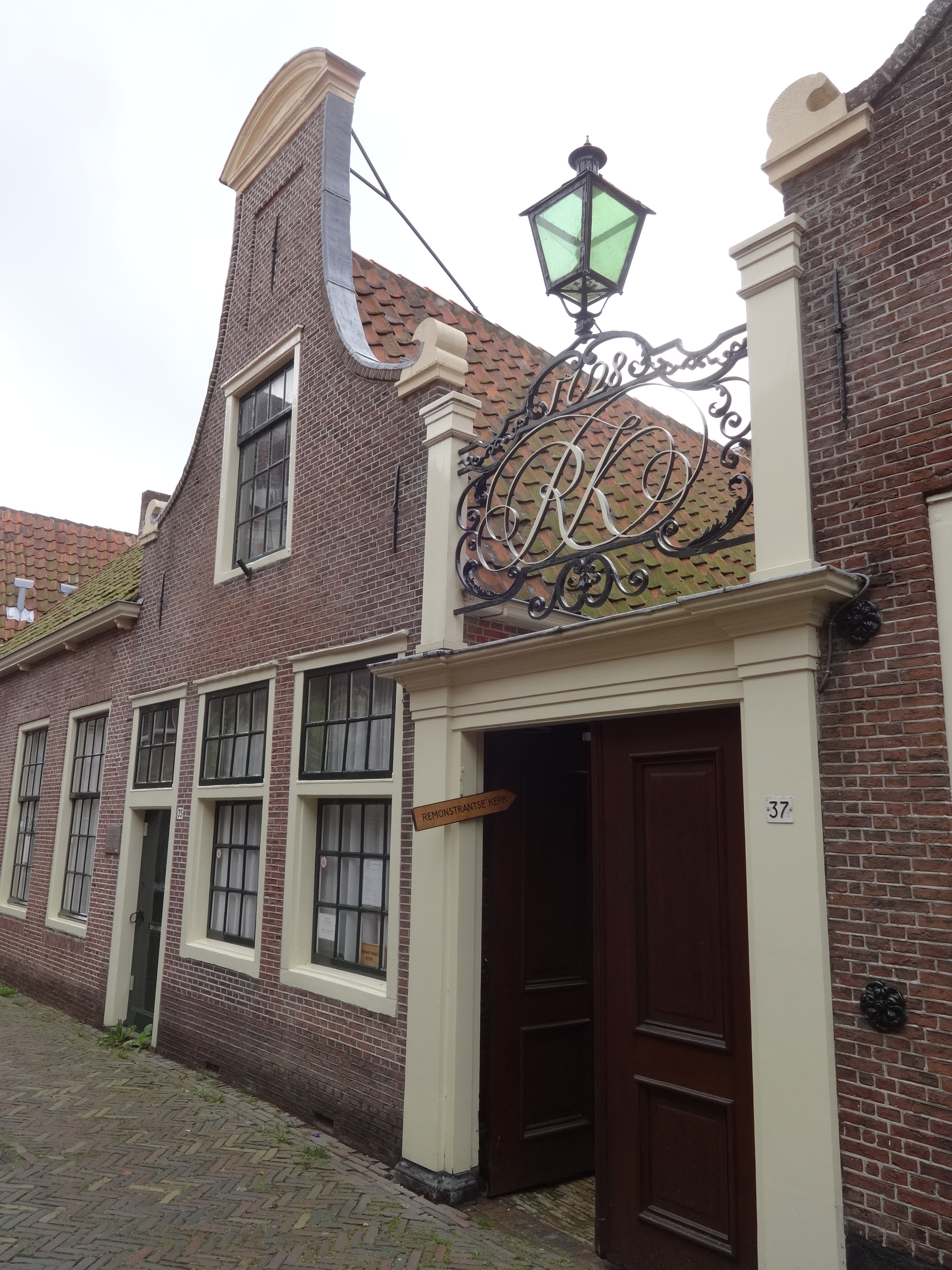
Ansicht von der Straße. Das Kirchengebäude der Geheimkirche selbst ist nicht zu erkennen.

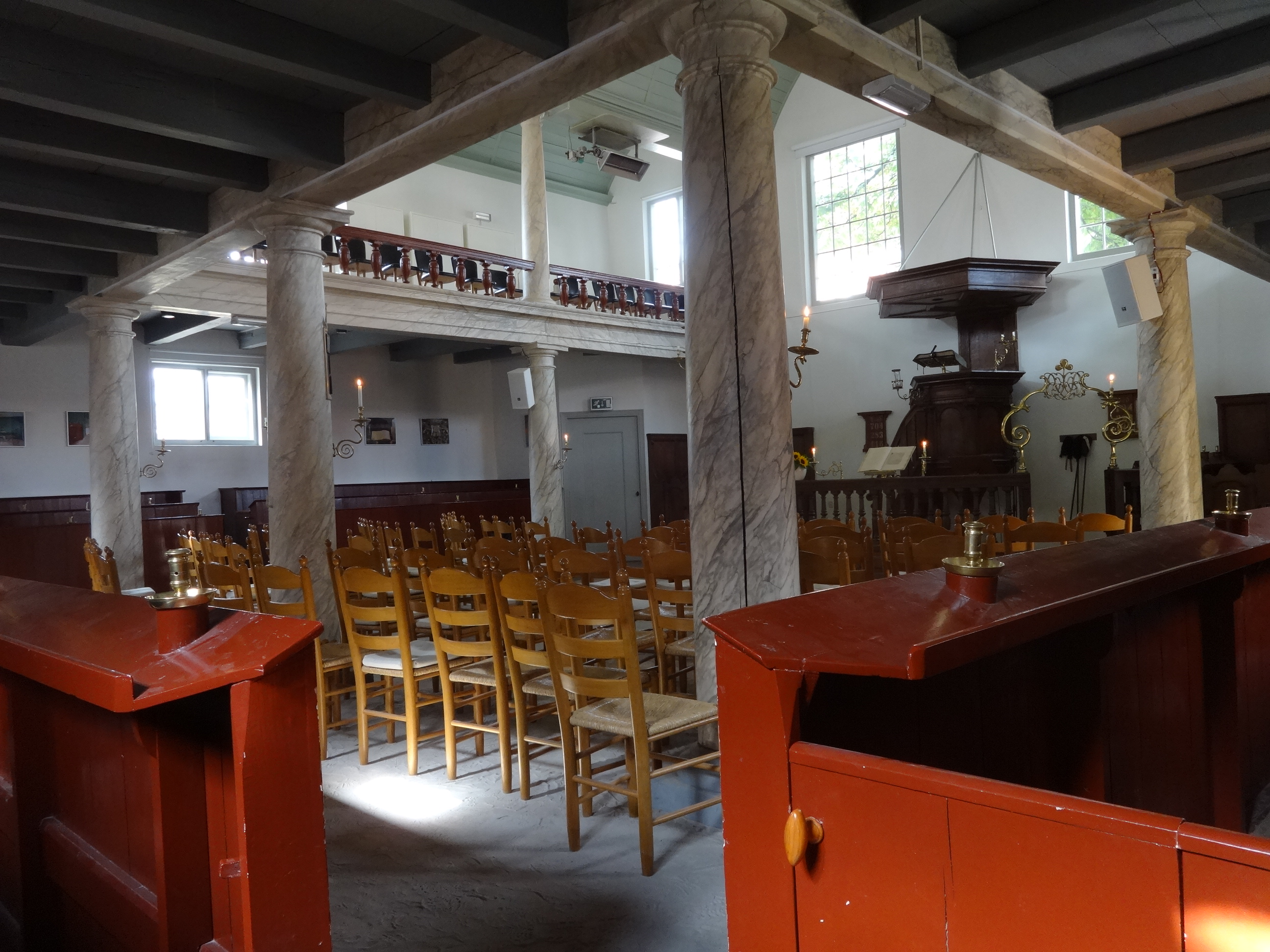
Inneres der Kirche

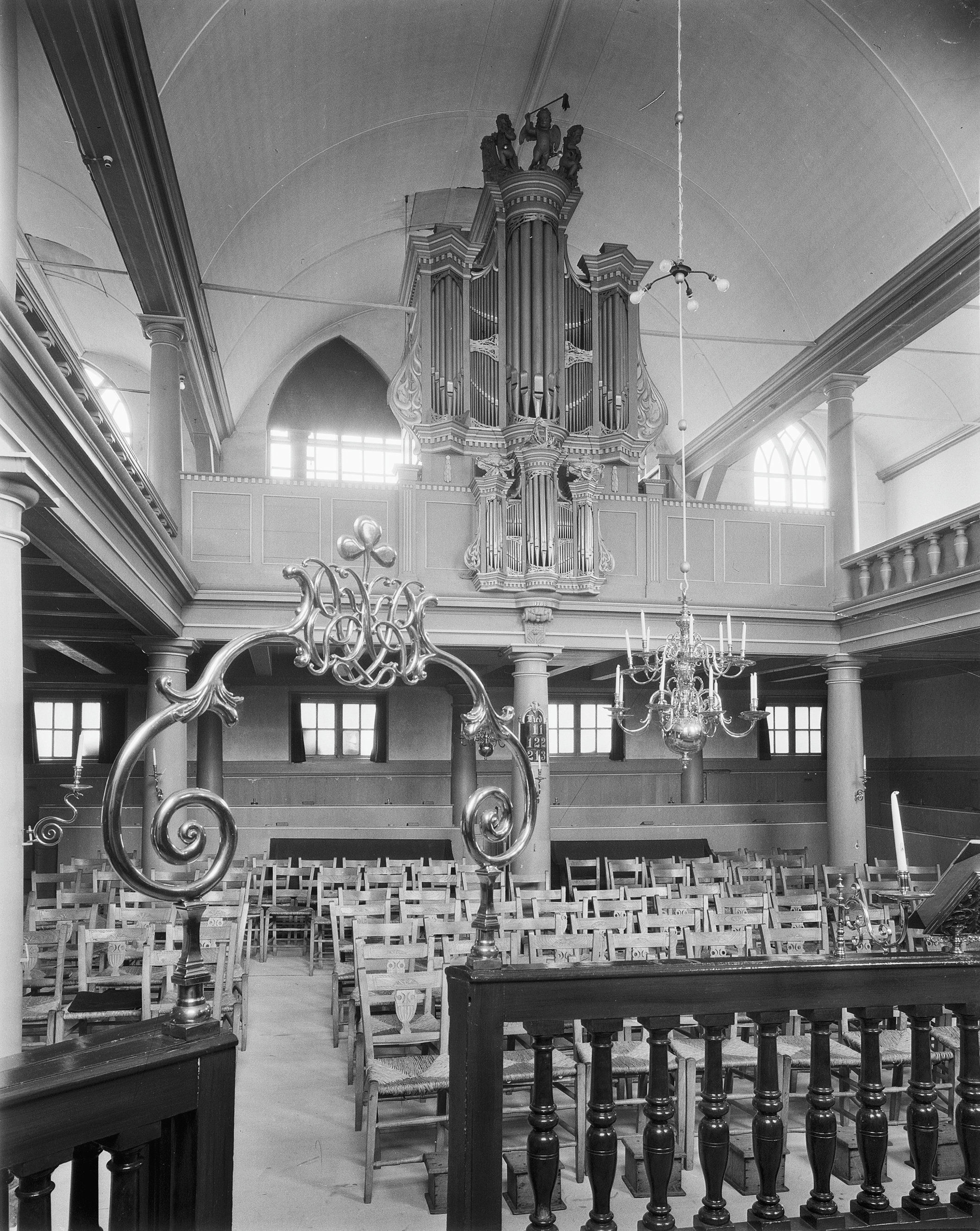
Inneres der Kirche mit Orgel vor der Renovierung 1964/65

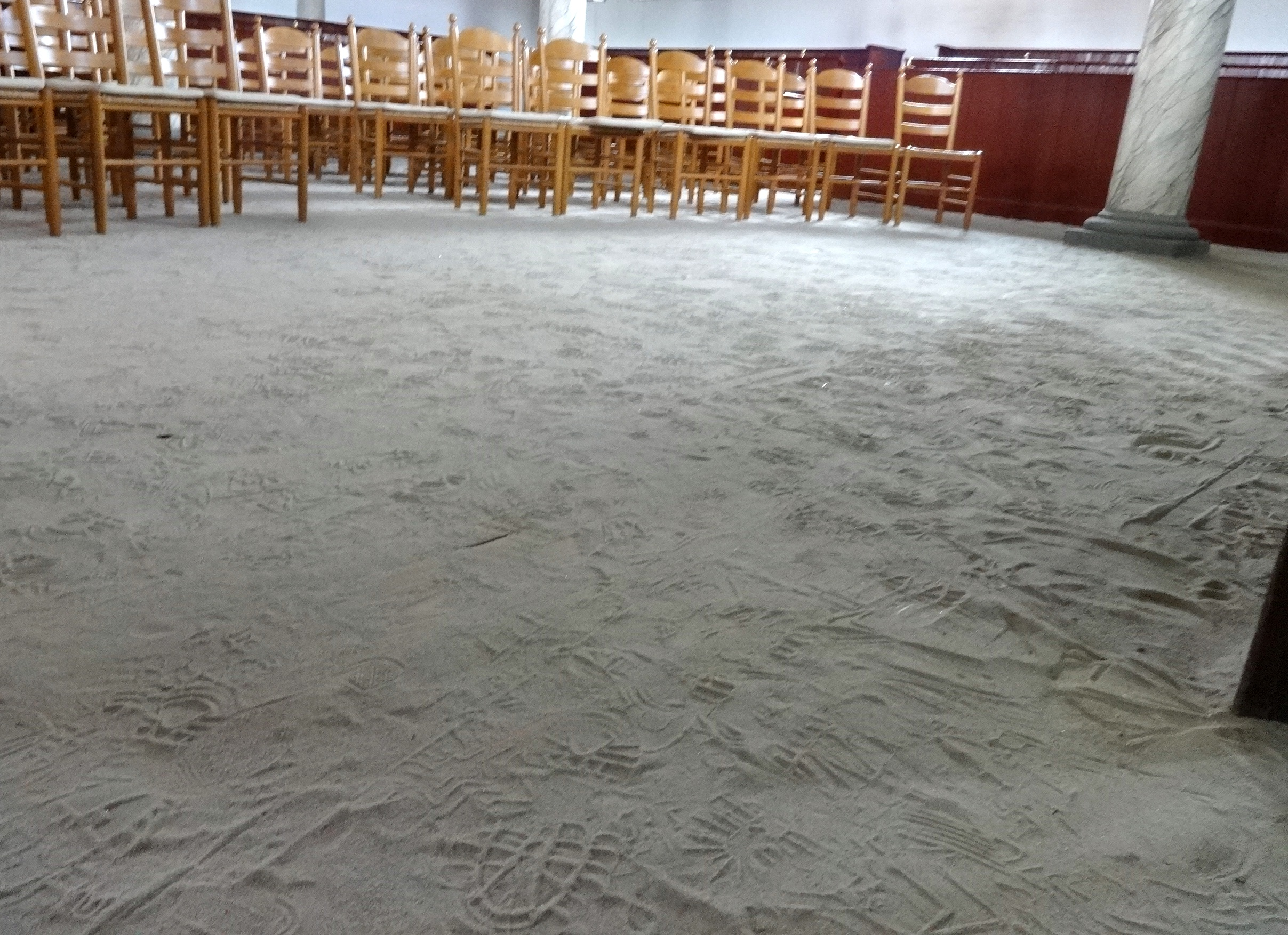
Sandboden der Kirche

Die Remonstrantse kerk ist eine Schlupfkirche in der niederländischen Stadt Alkmaar.

## Geschichte
Im Jahr 1631 wurde das Grundstück hinter „de Roo Gans“ am „Verdronkenoord“ für die Errichtung einer Kirche der Remonstranten gekauft. Hintergrund war die Trennung der Remonstranten von der calvinistisch geprägten Niederländisch-reformierten Kirche, deren strenge Prädestinationslehre von den Remonstranten zurückgewiesen wurde. Der damalige Bürgermeister verweigerte aber die Genehmigung zum Kirchenbau. Die Gemeinde konnte also nur in einer nicht von außen als Kirche zu erkennenden Scheune treffen, einer Schuilkerk. In einem Brief von 1644 ist von der Remonstrantenscheune die Rede. Deren Aufseher kauften damals das Grundstück an der Südseite des „Achtervenisse“. Ein Protokoll erwähnt 1645 „unseren Versammlungsort“.
14 Jahre später scheint eine Genehmigung zum Kirchenbau erteilt worden zu sein. Die Scheune wurde zur Kirche umgebaut, wobei die bereits vorhandene Kanzel mit einbezogen werden konnte.
1902/03 wurde das Gewölbe neu verputzt und überstrichen. Dabei kam auf dem Pfeiler hinter der Orgel die Jahreszahl 1659 zum Vorschein.
Von 1964 bis 1966 erfolgte eine Restauration der Kirche. Dabei wurde die Farbe von der Kanzel und den Geländern entfernt und wie die restaurierte Orgel in ihrer ursprünglichen Farbe gestrichen. Der Fußboden aus Beton, Sand und Dielen wurde erneuert. Außerdem entfernte man das Tonnengewölbe aus Gips und ersetzte die neogotischen durch rechteckige Fenster. Außerdem wurden die Bänke erneuert und statt der zwei Kachelöfen eine Heißluftheizung eingebaut.
Die letzte große Renovierung der Kirche fand 2012 statt.

## Ausstattung
Im Jahr 1760 fanden einige neue Ausstattungsgegenstände Platz in der Kirche. Ein kupferner Bogen wurde über der Kanzel angebracht. Außerdem wurden ein kupfernes Taufbecken und drei neue Kronleuchter angeschafft.
An der Kanzel befindet sich eine Sanduhr, welche der Gemeinde 1922 gestiftet wurde.
In der Kirche befindet sich eine Scheibe aus dem Jahr 1964 mit dem Spruch
| Niederländisch                                                                                             | Deutsch                                                                                  |
| --- | ---------------------------------------------------------------------------------------- |
| Komt Gij na Gods begeer om Godt alhier te loven Houd vast aen Christus‘ leer Soo klimt ghij Recht na boven | Kommt alle hierher um Gott zu loben Haltet fest an Christ Lehr So steigt ihr nach droben |

Dieser Spruch war 1659 am südlichen Treppenabsatz angebracht.
Eine Besonderheit ist der Sand auf dem Boden der Kirche. Dieser soll zum einen eine schalldämmende Wirkung haben, durch zufällige Spuren wie ein dekorativer Bodenbelag aussehen und den Dielenboden sauber und trocken halten.

## Orgel
Einige Gemeindemitglieder stellten 1721 eine Orgel leihweise zur Verfügung. Vier Jahre später erhielt die Gemeinde von ihren Mitgliedern eine Orgel als Geschenk, welche 1760 restauriert wurde.
1792 erhielt die Kirche einen Orgelneubau von Johan Strümphler. Dieser wurde 1907/08 von der Firma Vermeulen überholt und mit einem pneumatischen Windwerk versehen.
Die letzte Komplettrenovierung erfolgte 1994 unter Aufsicht von Jan Jongepier.